# Unblack metal
O unblack metal (também conhecido como black metal cristão) é uma filosofia religiosa e subgênero dentro do black metal, herdando várias de suas características, como a melodia, as letras e a estética (corpse paint) cujos artistas se opõem diretamente ao satanismo prevalente na maioria do black metal, ou promovem o cristianismo em suas letras e imagens. Os artistas de unblack metal são controversos dentro da subcultura do black metal, porque os pioneiros do black metal, especialmente os da Segunda Onda, eram anti-cristãos. Também é sugerido que o cristianismo contradiz a natureza obscura do black metal e os ideais individualistas e misantropos de muitas bandas.
O início exato do movimento unblack metal não é claro. O álbum de estúdio Hellig Usvart de 1994 da banda australiana Horde trouxe o conceito e o termo "holy unblack metal" (um jogo de palavras com o slogan "unholy black metal" do Darkthrone usado nos álbuns A Blaze in the Northern Sky e Under a Funeral Moon) à atenção da mídia, enquanto a banda norueguesa Antestor já havia sido formada em 1990 como um ato de death/doom metal e lançou sua demo, The Defeat of Satan, em 1991, antes de começarem a se deslocar em direção ao unblack metal em seu álbum de estúdio Martyrium de 1994.

## Características
O unblack metal é visto como um gênero ideológico derivado do black metal que se concentra em temas líricos cristãos. O unblack metal incorpora os tempos rápidos, vocais agudos, guitarras altamente distorcidas, palhetada alternada, bateria com pedal duplo, repetição e frequentemente estrutura de música não convencional do black metal. A enciclopédia de 2001 de Garry Sharpe-Young, A-Z of Black Metal, afirma que "[...] os atos cristãos 'Unblack' que, para todos os efeitos, parecem, soam e empregam a imagem do Black Metal, enquanto nos rugidos vocais intransponíveis e distorções estão as proclamações de Jesus Cristo".
Alguns artistas de unblack metal, como a banda Horde, escrevem letras que atacam explicitamente o satanismo. Isso permaneceu como um tema dominante ao longo da maior parte da década de 1990. No final da década de 1990, grupos começaram a escrever letras mais filosóficas e ideológicas. Essas frequentemente incluem histórias de conversão, dúvida, salvação, lutas com a fé e o lado mais sombrio de viver uma vida cristã. Bandas de unblack metal podem justificar seu uso do estilo do black metal com razões que variam desde a apreciação genuína do gênero musical até a evangelização em relação à cena predominantemente anti-cristã do black metal, ou seja, "trazendo luz para a escuridão".

## História

### Surgimento (início de 1990)
Uma das primeiras bandas que seria conhecida mais tarde por ser associada com unblack metal foi um grupo Norueguês chamado Antestor, que começou tocando death/doom metal e lançou sua primeira fita demo The Defeat of Satan em 1991 (nesta época eles estavam tocando com o nome de "Crush Evil"), uma segunda demo intitulado Despair em 1993, e seu primeiro álbum de estúdio Martyrium em 1994. Crush Evil apareceu na cena Norueguesa durante o tempo em que a segunda onda de black metal foi desenvolvendo de forma significativa e igrejas foram queimadas. O grupo foi rapidamente notado pelas forças lideres do movimento, e eventualmente Euronymous do Mayhem estava planejando forçar Crush Evil a encerrar suas atividades. No entanto, Euronymous foi assassinado por Varg Vikernes em 1993. Crush Evil mudou seu nome para Antestor no mesmo ano. Antestor tocou um estilo de metal que eles classificaram como "sorrow metal" e escrevendo letras obscuras. Logo, Torodd Fuglesteg, chefe da infame Arctic Serenade Records, gostou da banda e convidou Antestor para gravar Martyrium, mas problemas ocorreram e outra gravadora chamad Morphine Records acabou lançando apenas 50 copias.
Horde lançou seu primeiro álbum Hellig Usvart em 1994 pela Nuclear Blast Records. O álbum causou certa polêmica na cena black metal, ameaças de morte foram enviados para Nuclear Blast Records exigindo que eles falassem os nomes dos membros. O único membro atual foi o Australiano antigo baterista de Mortification/Paramaecium Jayson Sherlock. O termo "unblack metal" foi derivado de "holy unblack metal", que era utilizado pela banda Norueguesa Darkthrone como "unholy black metal". O termo "unblack metal" tornou-se posteriormente amplamente utilizado.
Apesar do rápido desaparecimento de Horde, muitas bandas logo surgiram para assumir seu lugar. A banda Sueca, Admonish, foi formada em torno de 1994 ou 1995, e foi a primeira banda de black metal cristão na Suécia. Eles ganharam notoriedade por chamar seu estilo de "Christian black metal" em seu website. Isto causou um certo debate no underground do metal e logo um site anti-Admonish foi criado. Enquanto a banda não lançava qualquer coisa até 2005, a revista Metal Hammer chamou Admonish de "Uma das principais bandas de Black metal cristão" em uma edição de 1990 especialmente focada em black metal.